# Visayaneushoornvogel
De visayaneushoornvogel (Penelopides panini) is een neushoornvogel die alleen voorkomt in de regenwouden van de Filipijnen. De soort werd in 1783 door Pieter Boddaert als Buceros Panini beschreven.

## Kenmerken
De visayaneushoornvogel wordt ongeveer 60 tot 62 centimeter lang met een spanwijdte van zo'n 26 tot 28,5 centimeter. De soort is een van de kleinste in de Filipijnen voorkomende neushoornvogelsoorten. Het mannetje is makkelijk te herkennen aan de vaalwitte kop, zijkanten van de nek, onderkant hals en borst. De buik en flanken zijn in tegenstelling tot de andere Filipijnse soorten Penelopides donkerrood in plaats van vaalgeel. De rug en vleugels zijn bruin tot zwart met wat donkerrood daardoorheen. De staart is wit tot donkerrood. Het vrouwtje is grijsbruin tot zwart.
De visayaneushoornvogel is net als alle neushoornvogels een luidruchtige vogel die in paren of in groepjes leeft. De soort vliegt door afwisselend met de vleugels te klappen en te zweven.

## Voedsel
Het dieet van de visayaneushoornvogel bestaat voornamelijk uit fruit. Ze eten ook wel insecten, kevers, mieren en heel soms wormen.

## Voortplanting
De visayaneushoornvogel plant zich voort in de maand mei. Het vrouwtje legt daarbij zo'n 3 eieren, waarbij ze zichzelf inbouwt in haar nest tijdens het uitbroeden van de eieren.

## Verspreiding en leefgebied
Er worden twee ondersoorten onderscheiden:
- P. p. panini : Guimaras, Masbate, Negros, Pan de Azucar, Panay en Sicogon.
- P. p. ticaensis: Ticao (waarschijnlijk uitgestorven).

De visayaneushoornvogel komt voor in de regenwouden en bosranden tot zo'n 1100 meter boven de zeespiegel. Om te nestelen is de vogel afhankelijk van goed ontwikkeld bos met plankwortelbomen.

## Status
De totale populatie is in 2020 geschat op 1200 volwassen vogels. Op Panay is de neushoornvogel redelijk algemeen in het Central Panay Mountains National Park (in oprichting). Op Negros wordt de vogel zeldzaam, maar is in 2020 nog waargenomen. Verder zijn er incidentele waarnemingen op de overige genoemde eilanden. De populaties op Ticao, Guimaras en Sicogon zijn waarschijnlijk uitgestorven. In 1988 was het bosareal op Negros 4% en op Panay nog maar 8% van het totale eilandoppervlak. Desondanks wordt brandlandbouw daar nog steeds toegepast. Daarnaast wordt er op de visayaneushoornvogel gejaagd. Daarom staat de vogel als "bedreigd" op de internationale rode lijst. Inmiddels worden ter bescherming bosreservaten ingesteld en bestaat er een kweekprogramma om vogels die in gevangenschap zijn opgegroeid in de natuur los te laten.